# 约翰·霍兰 (1838年)
約翰·霍蘭德 （英語：John Holland，1838年—1917年），是一位美國商人、實業家。在19世紀後期，他的同名公司John Holland Gold Pen Company成為一家重要的大型鋼筆及相關產品製造商。